# Prašnikar
Prašnikar je priimek več znanih oseb v Sloveniji, ki ga je po podatkih Statističnega urada Republike Slovenije na dan 31. decembra 2007 uporabljalo 578 oseb, na dan 1. januarja 2010 pa 572 oseb.

## Znani nosilci priimka
- Alojz Prašnikar (1821—1889), gradbenik, podjetnik
- Alojzij Prašnikar (1857—1938), striojni inženir, obratni ravnatelj Južne železnice na Dunaju
- Bojan Prašnikar (*1953), nogomataš in nogometni trener
- Jakob Prašnikar (1784—1841), rimskokatoliški duhovnik, učitelj in Slomškov dobrotnik
- Janez Prašnikar (*1950), ekonomist, univ. profesor
- Josip Prašnikar... ?(po njem je bila poimenovana nekdanja KS v Centru Ljubljane)
- Kamilo Prašnikar (1884—1949), arheolog, univ. profesor in akademik na Dunaju
- Lara Prašnikar (*1998), nogometašica
- Luka Prašnikar (*1987), nogometaš
- Maja Prašnikar (*1982), pevka
- Rok Prašnikar, igralec
- Valerija Prašnikar (1894—1972), slikarka